# Hakan Balta
Hakan Kadir Balta (Berlim Ocidental, 23 de março de 1983) é um futebolista turco que atua como lateral-esquerdo. Atualmente, joga pelo Galatasaray.

## Carreira
Balta fez parte do elenco da Seleção Turca de Futebol da Eurocopa de 2016.

## Títulos
Galatasaray
- Campeonato Turco: 2007–08, 2011–12, 2012–13, 2014–15
- Copa da Turquia: 2013–14, 2014–15, 2015–16
- Supercopa da Turquia: 2008, 2012, 2013, 2015